# برالنچین
برالنچین (به لهستانی:  Bralęcin) یک روستا در لهستان است که در گمینا دولیتسه واقع شده‌است. برالنچین ۳۴۰ نفر جمعیت دارد.